# Brisa Festival
El Brisa Festival es un festival de música que se realiza anualmente en Málaga desde el año 2021, aunque se anunció para comenzar en el 2020, tuvo que ser cancelado por el COVID-19. Cada edición celebra a finales del mes de julio, aunque según el año ha mantenido actividades en junio o agosto, con la presentación de artistas y grupos españoles e internacionales de música indie, pop y rock.

## Historia
El festival se presentó en la Fitur el 23 de enero de 2020 con la intención de ser un referente en la escena del pop y el rock internacional. Los objetivos planteados por los organización de la Diputación de Málaga permite reactivar al sector musical de la ciudad a través de los ciclos de conciertos y realizar una acción solidaria para ayudar a los más desfavorecidos mediante los fondos obtenidos de la venta de entradas, cuya recaudación se destina íntegramente a la Cruz Roja española.
La primera edición se iba a celebrar en el Puerto de Málaga y anunciaba la presencia de grupos como Crystal Fighters, Two Door Cinema Club, Sidonie, Amaia, Cariño, Carolina Durante. Coque Malla, Danza Invisible, Derby Motoreta's, Ladilla Rusa, León Benavente, Niños Mutantes, Novedades Carminha, Soleá Morente, y Zahara y se iba a celebrar el 19 y 20 de junio, pero tuvo que ser cancelado por la epidemia de COVID-19, como otros conciertos o festivales programados para ese verano.

## Ediciones

### 2021
En esta edición el festival se celebró en tres localizaciones: Jardín botánico histórico La Concepción, Castillo de Gibralfaro y el edificio de Tabacalera. Los conciertos del Jardín Botánico se celebraron el 23, 24 y 25 de agosto, con las actuaciones de El Último Vecino, Apartamentos Acapulco, Arista Fiera, Mala Rodríguez, Cantamarta, El Zurdo y Maika Makovski. Los conciertos del Castillo de Gibralfaro se celebraron el 26, 27, 28 y 29 de agosto y contaron, entre otros con Novedades Carminha, Los Planetas, Angel Stanich y Sidonie. Los conciertos de Tabacalera se celebraron entre el 23 y 29 de agosto y contaron con las bandas Jammin'Dose, Los Turistas, Lito Blues Band, Motel Caimán, Javypablo, Carrión, Nous Dizzy, Dluna, Little Pepe, Gordo Master, Mitad Doble, Living Camboya, Bromo y Dreyma. En esta edición comenzó el ciclo solidario a beneficio de la Cruz Roja para apoyar sus tareas con los colectivos más vulnerables.
Así mismo el festival contó con una serie de conciertos por diversos barrios y distritos de Málaga bajo el nombre Brisa en tu barrio.

### 2022
Este año el festival se celebró 1, 2 y 3 de julio en la Plaza de toros de La Malagueta, actuando el primer día Miss Caffeina, Dorian, Seguridad Social y La La Love You. El segundo día actuaron Danza Invisible, con un concierto especial por su 40 aniversario, Mikel Erentxun, Juan Perro y Anni B Sweet, y el tercer día Amaia y Dry Martina.
Esta edición también contó con los conciertos Brisa en tu barrio por diversos distritos de la ciudad, con conciertos gratuitos los días 17,18, 24 y 25 de junio y 1 y 2 de julio.

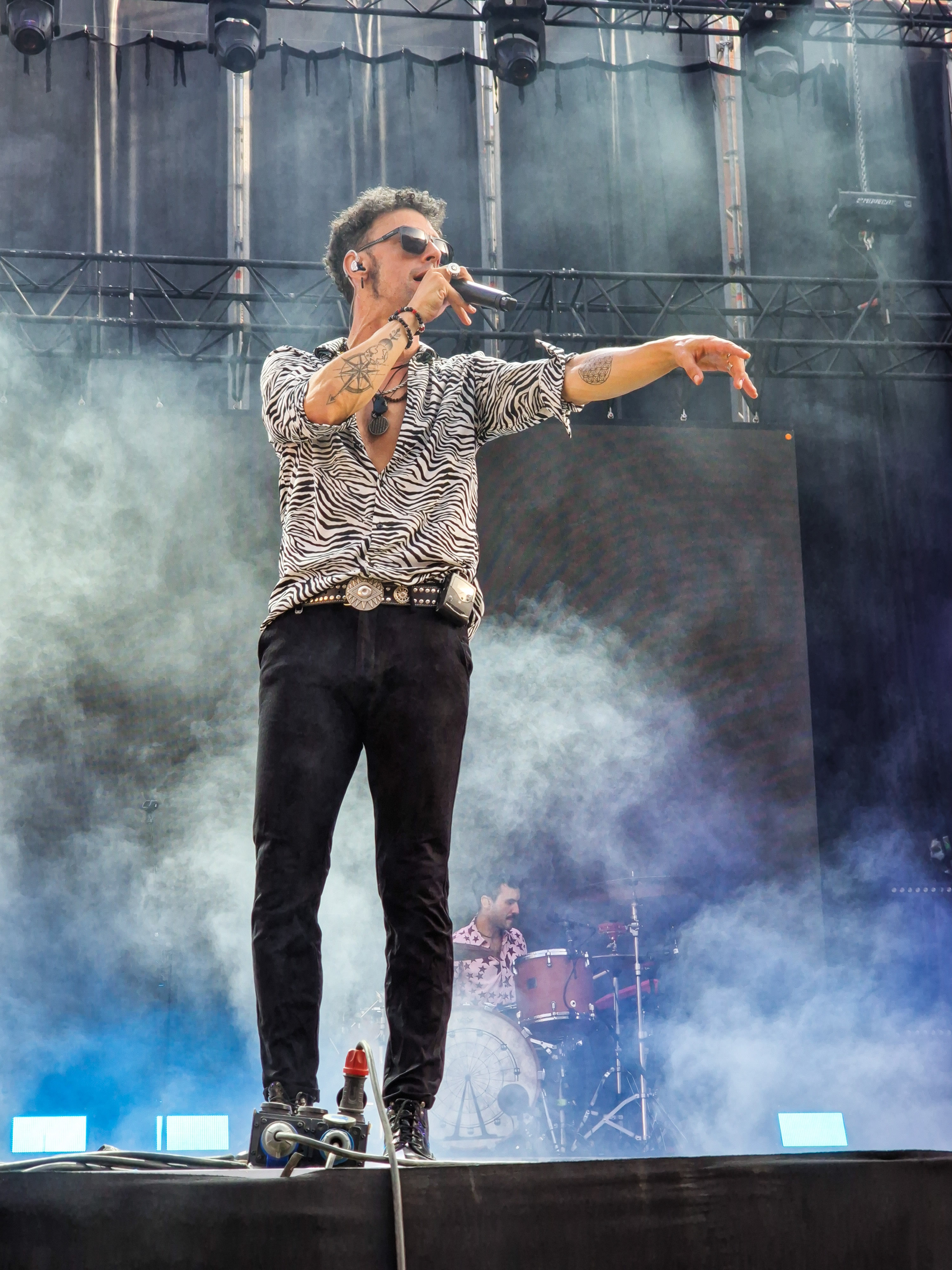
Shinova en la edición de 2023. Plaza de Toros de la Malagueta

### 2023
En esta edición los conciertos se celebraron en el Jardín Botánico Histórico La Concepción los días 6, 7 y 8 de julio, con los conciertos de Soleá Morente, El Jose, Alba la Merced, Elefantes, Santero y los Muchachos, Melífluo, La Habitación Roja, Lagartija Nick y Rubio americano. y el 21 y 22 de julio en la Plaza de toros de la Malagueta con Chambao, Macaco, Depedro, Rosario la Tremendita, Love of Lesbian, Carlos Sadness, Shinova y Julia Martín.
Los conciertos Brisa en tu barrio se celebraron entre el 30 de junio y el 20 de julio continuando con el espíritu de dar cabida a músicos y grupos locales.
Este año como novedad se celebró el Brisa Studio, unas jornadas profesionales sobre el mundo de la música en el Polo de Contenidos Digitales de la Tabacalera.

### 2024
En esta edición los conciertos se celebraron en el Puerto de Málaga, emplazamiento proyectado para la edición cancelada del 2020, permitiendo al festival crecer. Se celebró los días 25, 26 y 27 de julio con los conciertos de Mikel Izal, Maren, Lori Meyers, Ángel Stanich, Ciudad Jara, Elyella, Karavana, Travis Birds, El Kanka y amigos, Dorian, Kiko Veneno, Xoel López, Tabletom, Tu otra bonita, entre otros.
Así mismo, Brisa en tu barrio se celebró con más de 300 solicitudes de bandas dispuestas a participar en esta iniciativa que se plasmó con los conciertos de 36 bandas en diferentes enclaves malagueños durante el mes de julio.

### 2025

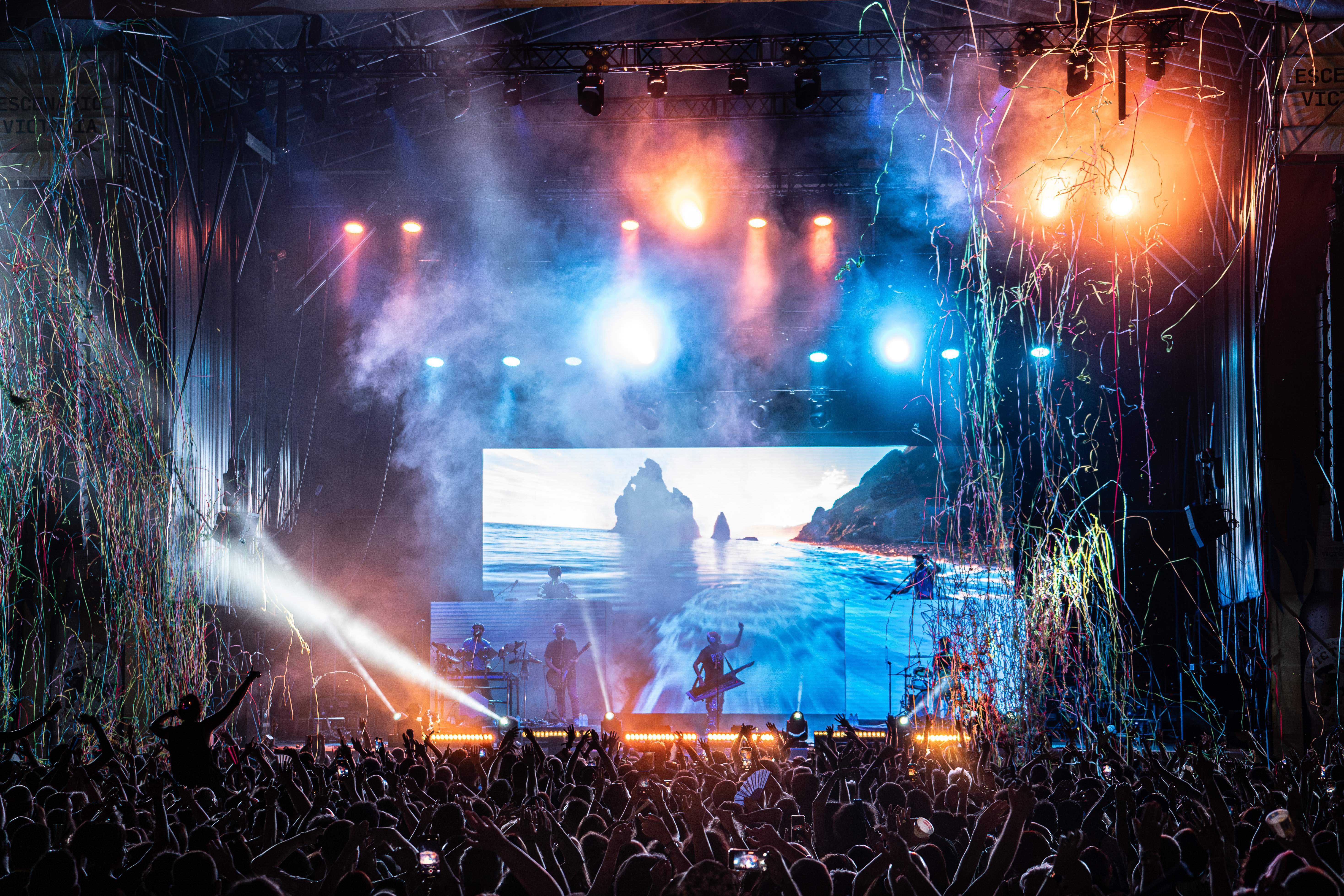
La Casa Azul en el escenario principal del Brisa Festival 2025

La edición de 2025 se celebró nuevamente en el Puerto de Málaga, en el Dique de Levante los días 24, 25 y 26 de julio con los conciertos de Viva Suecia, Cariño, Sanguijuelas del Guadiana, Varry Brava, Juanca & Pope Supersub DJ, Alberttinny, Califato 3/4, Melifluo, Siloé, Zahara, Dani Fernández, Duncan Dhú, Anni B Sweet, Carlos Ares, La Casa Azul, Miss Cafeína, Neverland Bari, así como otros grupos emergentes y este año se mantiene la obra benéfica solidaria con la Cruz Roja.
También se ha celebrado Brisa en tu barrio durante diferentes días de mayo, junio y julio con diferentes localizaciones en la ciudad de Málaga para la promoción de músicos de Málaga y Andalucía con cuatro nuevas denominaciones Brisa Teatinos, Brisa Huelin, Brisa Churriana y Brisa El Palo.